# Montredon-Labessonnié

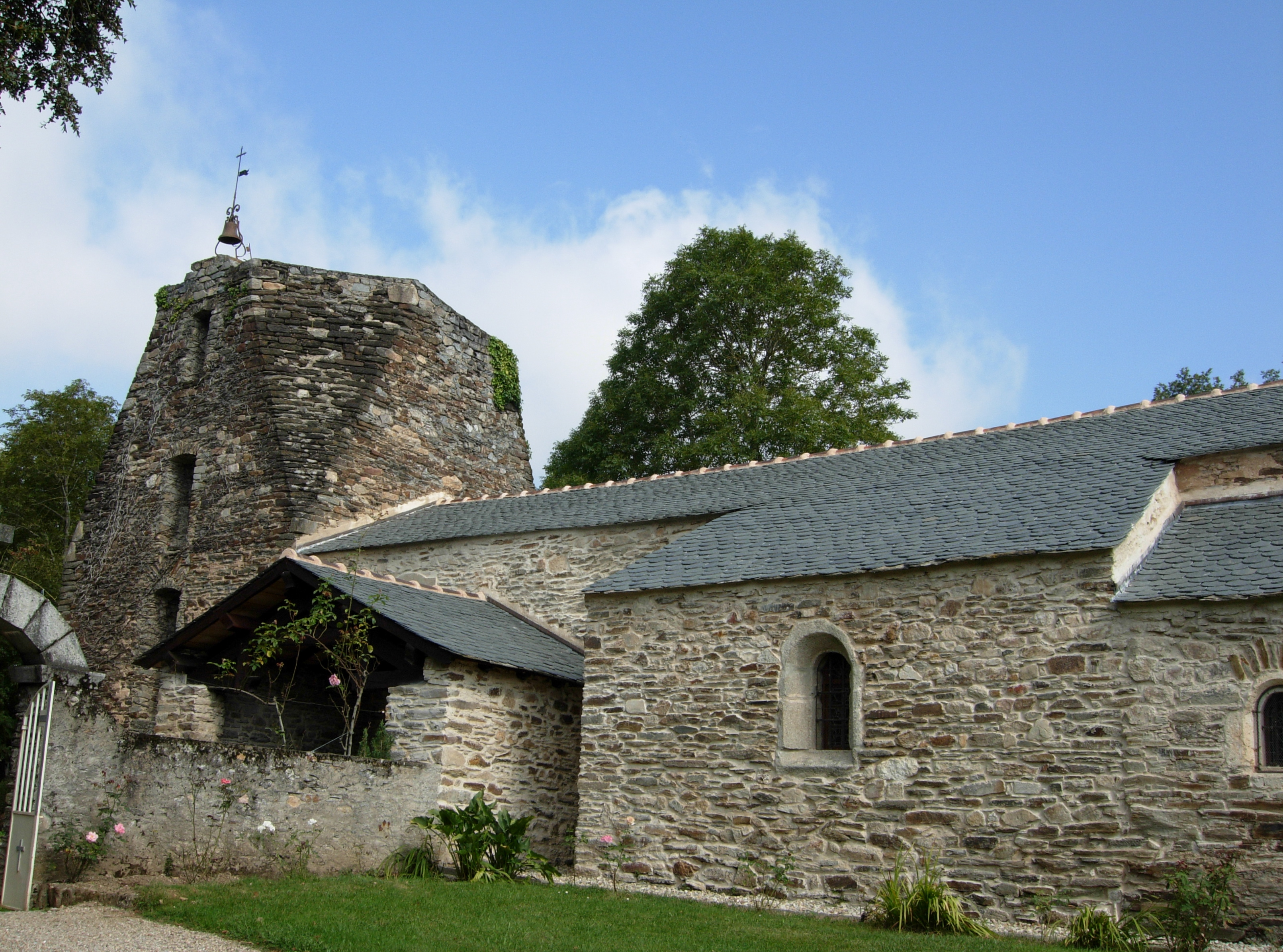
Kirche Notre-Dame-de-Ruffis

Montredon-Labessonnié (okzitanisch: La Bessoniá (de Montredond)) ist eine südfranzösische Gemeinde mit 2.080 Einwohnern (Stand: 1. Januar 2022) im Département Tarn in der Region Okzitanien. Montredon-Labessonnié gehört zum Arrondissement Castres und ist Teil des Kantons Le Haut Dadou (bis 2015: Kanton Montredon-Labessonnié). Die Einwohner werden Montredonnais genannt.

## Geographie
Montredon-Labessonnié liegt im Regionalen Naturpark Haut-Languedoc, etwa 71 Kilometer ostnordöstlich von Toulouse. An der südlichen Gemeindegrenze verläuft der Fluss Agout, im Norden der Dadou mit seinen Zuflüssen Lézert, Aze und Bardes. Umgeben wird Montredon-Labessonnié von den Nachbargemeinden Saint-Antonin-de-Lacalm und Arifat im Norden, Saint-Pierre-de-Trivisy im Nordosten, Vabre im Osten und Südosten, Lacrouzette im Süden, Roquecourbe, Saint-Jean-de-Vals und Montfa im Südwesten, Vénès im Westen sowie Saint-Lieux-Lafenasse im Nordwesten.

## Bevölkerungsentwicklung
| Jahr      | 1962 | 1968 | 1975 | 1982 | 1990 | 1999 | 2006 | 2012 |
| --------- | ---- | ---- | ---- | ---- | ---- | ---- | ---- | ---- |
| Einwohner | 2427 | 2327 | 2058 | 2167 | 2111 | 2030 | 2059 | 2084 |

## Sehenswürdigkeiten
- Kirche Notre-Dame de Ruffis
- sog. Schloss Castelfranc als frühes Observatorium im 16. Jahrhundert erbaut, seit 1993 Monument historique

## Persönlichkeiten
- Guillaume de Nautonier (1560–1620), Geograph und Astronom (Erbauer des Schloss Castelfranc)